# ميت يعيش
قرية ميت يعيش هي إحدى القرى التابعة لمركز ميت غمر في محافظة الدقهلية في جمهورية مصر العربية. حسب إحصاءات سنة 2006، بلغ إجمالي السكان في ميت يعيش وكفورها 10403 نسمة، منهم 5294 رجل و5109 امرأة.

## التاريخ
قرية ميت يعيش من القرى القديمة، حيث وردت باسم «منية يعيش» في أعمال الشرقية ضمن قرى الروك الصلاحي التي أحصاها ابن مماتي في كتاب قوانين الدواوين،  وقال ابن مماتي أنها من كفور صهرجت. كما وردت باسم «منية يعيش» في أعمال الشرقية ضمن قرى الروك الناصري التي أحصاها ابن الجيعان في كتاب «التحفة السنية بأسماء البلاد المصرية». وفي العصر العثماني وردت باسم «منية يعيش» في التربيع العثماني الذي أجراه الوالي العثماني سليمان باشا الخادم في عصر السلطان العثماني سليمان القانوني ضمن قرى ولاية الدقهلية، وفي تاريخ 1228هـ/1813م الذي عدّ قرى مصر بعد المسح الذي قام به محمد علي باشا باسم «ميت يعيش» ضمن قرى مديرية الدقهلية.